# Peter Andrew Comensoli
Peter Andrew Comensoli (Illawarra, 25 de março de 1964) é um prelado australiano da Igreja Católica, arcebispo de Melbourne em 29 de junho de 2018. Ele servia como o terceiro bispo de Broken Bay em New South Wales desde dezembro de 2014. De 2011 a 2014, ele foi bispo auxiliar da Arquidiocese Católica Romana de Sydney.

## Juventude
Comensoli estudou no St Paul's (agora Espírito Santo) College, Bellambi, New South Wales, e estudou comércio na Universidade de Wollongong enquanto trabalhava por quatro anos no setor bancário antes de mudar para a teologia. 

## Sacerdócio
Comensoli entrou no Seminário de São Patrício em 1986 e obteve o grau de Bacharel em Teologia (BTh) em 1989 e o grau de Bacharel em Teologia Sagrada (STB) em 1991 do Instituto Católico de Sydney. Foi ordenado sacerdote da Diocese de Wollongong em 1992, pelo bispo William Edward Murray.
Comensoli obteve a Licenciatura em Teologia Sagrada (STL) da Academia Alfonsiana de Roma em 2000, o grau de Mestre em Letras (MLitt) em Filosofia Moral pela Universidade de St. Andrews em 2007 e o Doutorado em Filosofia (PhD) em ética teológica pela Universidade de Edimburgo. Sua tese de doutorado foi intitulada "Reconhecendo pessoas: os profundamente deficientes e a antropologia cristã" e foi apresentada em 2012.

## Episcopado

Brasão de Peter Comensoli como Bispo de Broken Bay

Comensoli foi nomeado bispo-auxiliar de Sydney e bispo titular de Tigisis na Numídia pelo Papa Bento XVI em 20 de abril de 2011. Ele foi consagrado como bispo pelo Cardeal George Pell na Catedral de Santa Maria em Sydney em 8 de junho de 2011, tornando-se o bispo católico mais jovem da Austrália. Os principais co-consagradores foram Philip Edward Wilson, Arcebispo de Adelaide, e Peter William Ingham, Bispo de Wollongong.
Em 27 de fevereiro de 2014, Comensoli foi nomeado pelo Papa Francisco como Administrador apostólico da Arquidiocese de Sydney após a nomeação do Cardeal Pell como prefeito do recém-formado Secretaria para a Economia. Em 18 de setembro de 2014, o Papa Francisco nomeou Anthony Fisher como o novo arcebispo de Sydney, e Comensoli permaneceu o administrador apostólico até a posse de Fisher em 12 de novembro.
Em 20 de novembro de 2014, o Papa Francisco o nomeou Bispo de Broken Bay. A instalação de Comensoli ocorreu em 12 de dezembro.
Em 29 de junho de 2018, Comensoli foi nomeado arcebispo de Melbourne. Ele foi instalado em 1 de agosto.
Comensoli atestou pessoalmente o cardeal Pell ao assinar uma carta de apoio em 2015 antes da Comissão Real para o Abuso Sexual Infantil Institucional, descrevendo-o como um "homem íntegro",  e o considera um amigo pessoal.
Comensoli afirmou que não quebraria o selo da confissão para confissões que incluem admissões de abuso sexual. 